# メンコーニコ
メンコーニコ（伊: Menconico）は、イタリア共和国ロンバルディア州パヴィーア県にある、人口約300人の基礎自治体（コムーネ）。

## 地理

### 位置・広がり

#### 隣接コムーネ
隣接するコムーネは以下の通り。括弧内のPCはピアチェンツァ県所属を示す。
- ボッビオ (PC)
- ロマニェーゼ
- サンタ・マルゲリータ・ディ・スタッフォラ
- ヴァルツィ
- ザヴァッタレッロ

### 気候分類・地震分類
気候分類では、zona F, 3420 GGに分類される。
また、イタリアの地震リスク階級 (it) では、zona 3 (sismicità bassa) に分類される
。

## 行政

### 分離集落
メンコーニコには、以下の分離集落（フラツィオーネ）がある。
- Bardineio, Ca' del Bosco, Canova, Carrobiolo, Casa Ciocca, Collegio, Costa Montemartino, Costa San Pietro, Ghiareto, Giarola, Lago, Molino San Pietro, Montemartino, Piano Margarino, San Pietro Casasco, Vallechiara, Varsaia, Vigomarito